# Grande Filtro
O Grande Filtro é a ideia de que no desenvolvimento da vida, desde os estágios iniciais da abiogênese até atingir os níveis mais elevados de desenvolvimento na escala de Kardashev, existe uma barreira ao desenvolvimento que torna a vida extraterrestre detectável extremamente rara. O Grande Filtro é uma possível resolução do paradoxo de Fermi.
O conceito tem origem no argumento de Robin Hanson de que a incapacidade de encontrar quaisquer civilizações extraterrestres no universo observável implica que algo está errado com um ou mais dos argumentos (de várias disciplinas científicas) de que o aparecimento de vida inteligente avançada é provável; esta observação é conceituada em termos de um "Grande Filtro" que atua para reduzir o grande número de locais onde a vida inteligente pode surgir ao pequeno número de espécies inteligentes com civilizações avançadas realmente observadas (atualmente apenas uma: humana). Este limiar de probabilidade, que pode situar-se no passado ou após a extinção humana, pode funcionar como uma barreira à evolução da vida inteligente, ou como uma elevada probabilidade de autodestruição.</ref> A principal conclusão deste argumento é que quanto mais fácil foi para a vida evoluir até ao estádio atual, provavelmente mais sombrias serão as possibilidades futuras da humanidade.
A ideia foi proposta pela primeira vez num ensaio online intitulado “The Great Filter – Are We Almost Past It?”, escrito pelo economista Robin Hanson. A primeira versão foi escrita em agosto de 1996 e o artigo foi atualizado pela última vez em 15 de Setembro de 1998. A formulação de Hanson recebeu reconhecimento em diversas fontes publicadas que discutem o paradoxo de Fermi e suas implicações.

## Principal Argumento

### Paradoxo de Fermi
Não há nenhuma evidência concreta de que alienígenas tenham visitado a Terra; também não observamos nenhuma vida extraterrestre inteligente com a tecnologia atual, nem o SETI encontrou quaisquer transmissões de outras civilizações. O Universo, fora a Terra, parece “morto”; Hanson afirma:
"Nosso planeta e sistema solar, no entanto, não parecem substancialmente colonizados por formas avançadas de vida competitiva vindas das estrelas, e o mesmo ocorre com tudo mais que vemos. Pelo contrário, tivemos grande sucesso ao explicar o comportamento de nosso planeta e sistema solar, estrelas próximas, nossa galáxia e até mesmo outras galáxias, por meio de processos físicos "mortos" e simples, em vez dos processos complexos e propositais da vida avançada"
A expectativa é que a vida se expanda para preencher todos os nichos disponíveis. Com tecnologias como as naves espaciais auto-replicantes, esses nichos incluiriam sistemas estelares vizinhos e, até mesmo, em escalas de tempo mais longas, embora ainda pequenas em comparação com a idade do universo, outras galáxias. Hanson observa: "Se formas de vida avançadas tivessem colonizado substancialmente nosso planeta, já teríamos conhecimento disso até agora.".

### O Grande Filtro
Sem evidências de vida inteligente em lugares além da Terra, parece que o processo de começar com uma estrela e chegar a uma "vida avançada duradoura e explosiva" deve ser improvável. Isso sugere que pelo menos uma etapa desse processo deve ser improvável. A lista de Hanson, embora incompleta, descreve os seguintes nove passos em um "caminho evolutivo" que resulta na colonização do universo observável:
1. O sistema estelar certo (incluindo planetas orgânicos e potencialmente habitáveis)
2. Moléculas reprodutivas (por exemplo, RNA)
3. Vida unicelular simples ( procariótica)
4. Vida unicelular complexa (eucariótica)
5. Reprodução sexual
6. Vida multicelular
7. Animais que usam ferramentas com inteligência
8. Uma civilização avançando em direção ao potencial para uma explosão de colonização (onde estamos agora)
9. Explosão de colonização

De acordo com a hipótese da Grande Filtro, pelo menos um desses passos — se a lista estiver completa — deve ser improvável. Se não for um passo inicial (ou seja, no passado), então a implicação é que o passo improvável está no futuro, e as perspectivas da humanidade de alcançar o passo 9 (colonização interestelar) ainda são sombrias. Se os passos passados são prováveis, então muitas civilizações teriam alcançado o nível atual da espécie humana. No entanto, nenhuma parece ter chegado ao passo 9, ou a Via Láctea estaria cheia de colônias. Talvez o passo 9 seja o improvável, e as únicas coisas que parecem nos impedir de atingir o passo 9 algum tipo de catástrofe, uma subestimação do impacto da procrastinação à medida que a tecnologia cada vez mais alivia a existência, ou a exaustão de recursos levando à impossibilidade de dar o passo devido ao consumo dos recursos disponíveis (por exemplo, recursos energéticos altamente restritos). Portanto, por esse argumento, encontrar vida multicelular em Marte (desde que tenha evoluído independentemente) seria uma má notícia, pois implicaria que os passos 2-6 são fáceis, e, portanto, apenas 1, 7, 8 ou 9 (ou algum passo desconhecido) poderiam ser o grande problema.
Embora as etapas 1 a 8 tenham ocorrido na Terra, qualquer uma delas pode ser improvável. Se as primeiras sete etapas são pré-condições necessárias para calcular a probabilidade (usando o ambiente local), então um observador antropicamente tendencioso não pode inferir nada sobre as probabilidades gerais a partir de seu entorno (pré-determinado).
No artigo de 2020, Jacob Haqq-Misra, Ravi Kumar Kopparapu e Edward Schwieterman argumentaram que telescópios atuais e futuros que buscam por bioassinaturas nas faixas de comprimento de onda ultravioleta até infravermelho próximo poderiam estabelecer limites superiores para a fração de planetas na galáxia que abrigam vida. Enquanto isso, a evolução de telescópios capazes de detectar tecnoassinaturas em comprimentos de onda de infravermelho médio poderia fornecer insights sobre o Grande Filtro. Eles afirmam que se planetas com tecnoassinaturas forem abundantes, isso pode aumentar a confiança de que o Grande Filtro está no passado. Por outro lado, se for comum encontrar vida, mas as tecnoassinaturas estiverem ausentes, isso aumentaria a probabilidade de que o Grande Filtro esteja no futuro.
Em uma formulação específica chamada "hipótese Berserker", um filtro existe entre os passos 8 e 9, no qual cada civilização é destruída por uma sonda letal de Von Neumann criada por uma civilização mais avançada.

## Respostas
Existem muitos cenários alternativos que poderiam permitir a evolução da vida inteligente ocorrer várias vezes sem autodestruição catastrófica ou evidências visíveis evidentes. Essas são possíveis resoluções para o paradoxo de Fermi: "Eles existem, mas não vemos evidências". Outras ideias incluem: é muito caro se espalhar fisicamente por toda a galáxia; a Terra está isolada de propósito; é perigoso se comunicar e, portanto, as civilizações se escondem ativamente, entre outras.
Os astrobiólogos Dirk Schulze-Makuch e William Bains, ao revisarem a história da vida na Terra, incluindo a evolução convergente,, concluíram que transições como a fotossíntese oxigênica, a célula eukaryota, a multicelularidade e a inteligência que utiliza ferramentas são propensas a ocorrer em qualquer planeta semelhante à Terra, dado tempo suficiente. Eles argumentam que o Grande Filtro pode ser a abiogênese, o surgimento da inteligência tecnológica humana, ou uma incapacidade de colonizar outros mundos devido à autodestruição ou falta de recursos.

O Astrônomo Seth Shostak do instituto SETI argumenta que é possível postular uma galáxia repleta de civilizações extraterrestres inteligentes que falharam em colonizar a Terra. Talvez os alienígenas tenham faltado com a intenção e o propósito de colonizar ou esgotado seus recursos, ou talvez a galáxia esteja colonizada, mas de maneira heterogênea, ou a Terra poderia estar localizada em uma "região galáctica periférica". Embora a ausência de evidências geralmente seja apenas uma evidência fraca de evidência de ausência, a ausência de projetos de engenharia extraterrestres em larga escala, por exemplo, pode apontar para a ação do Grande Filtro. Isso significa que um dos passos que levam à vida inteligente é improvável? De acordo com Shostak:
Isso é, é claro, uma variante do paradoxo de Fermi: não vemos pistas de engenharia em larga escala e, consequentemente, devemos concluir que estamos sozinhos. Mas a suposição possivelmente falha aqui é quando afirmamos que projetos de construção altamente visíveis são um resultado inevitável da inteligência. Pode ser que seja a engenharia do pequeno, em vez do grande, que seja inevitável. Isso decorre das leis da inércia (máquinas menores são mais rápidas e requerem menos energia para funcionar), bem como da velocidade da luz (computadores pequenos têm comunicação interna mais rápida). Pode ser — e isso é, claro, especulação — que sociedades avançadas estejam construindo tecnologia pequena e tenham pouco incentivo ou necessidade de rearranjar as estrelas em seus bairros, por exemplo. Elas podem preferir construir Nano robôs, por exemplo. Também deve ser lembrado que, como Arthur C. Clarke disse, a engenharia verdadeiramente avançada pareceria mágica para nós — ou seria completamente irreconhecível. A propósito, acabamos de começar a procurar por coisas como Esferas de Dyson, então realmente não podemos descartá-las.